# Пайнтаун
Пайнтаун (англ. Pinetown) — город в 16 км к западу от г. Дурбан в провинции Квазулу-Натал, ЮАР. Население — 144 026 (2011).

## История
Пайнтаун возник как станция пересадки для почтовых дилижансов, перемещавшихся между городами Дурбан и Питермарицбург. Почтовая станция Wayside Hotel была учреждена в 1849 году на участке каньона Солёной реки, который приобрела компания AK Murray. Посёлок был создан рядом с почтовой станцией и получил своё название в честь Бенджамина Пайна, губернатора колонии Натал. Муниципальный статус присвоен в 1942 году, а статус города — в 1949 году.
В городе расположен Эджвудский колледж, позднее преобразованный в Эджвудский кампус университета Квазулу-Натал.